# Haber-Weiss-reactie
De Haber-Weiss-reactie is een anorganische reactie, waarbij hydroxylradicalen worden gevormd uit waterstofperoxide en een superoxide. De reactie is zeer traag en moet gekatalyseerd worden door ijzer. De eerste stap impliceert de reductie van driewaardig naar tweewaardig ijzer door het superoxide:
{\displaystyle {\ce {Fe^{3}+{}+{}\bullet O2^{-}->Fe^{2}+{}+O2}}}
In de tweede stap wordt het tweewaardige ijzer door waterstofperoxide geoxideerd (Fenton-reactie):
{\displaystyle {\ce {Fe^{2}+{}+H2O2->Fe^{3}+{}+OH^{-}{}+\bullet OH}}}
De netto reactie is dus:
{\displaystyle {\ce {\bullet O2^{-}{}+H2O2->\bullet OH{}+OH^{-}{}+O2}}}
De reactie werd genoemd naar de Duitse scheikundige Fritz Haber en diens student Joseph Joshua Weiss.